# Demonax breveluteobasalis
Demonax breveluteobasalis là một loài bọ cánh cứng trong họ Cerambycidae.